# (3869) Norton
(3869) Norton es un asteroide perteneciente al cinturón de asteroides, descubierto el 3 de mayo de 1981 por Edward Bowell desde la Estación Anderson Mesa (condado de Coconino, cerca de Flagstaff, Arizona, Estados Unidos).

## Designación y nombre
Designado provisionalmente como 1981 JE. Fue nombrado Norton en honor al astrónomo Arthur P. Norton autor de un catálogo de estrellas.